# Pierre Harispe
Pierre Harispe ou Jean-Pierre Harispe, né à Saint-Jean-de-Luz le 6 avril 1854 et mort à Paris le 5 novembre 1929, est un prêtre catholique et écrivain français. 

## Biographie
Pierre Harispe a étudié au séminaire de Larressore ; il est ordonné prêtre en 1881. Il enseigne dans plusieurs établissements catholiques à Paris, Bayonne et Versailles. En 1900, il fonde à Bruxelles un journal du soir Le Devoir ; il collabore à Paris à plusieurs journaux (dont La Nouvelle Revue, Gil Blas et la Revue illustrée).
Pierre Harispe est l'auteur d'études sur Félicité Robert de Lamennais et de textes à caractère religieux ; deux d'entre eux seront distingués par un prix de l'Académie française. 
Plusieurs de ses œuvres de fiction sont en relation avec le pays basque. Il publie en 1893 un roman Aïnhoa. Roman de mœurs basques dont il situe l'action à Ainhoa, dans la province basque du Labourd, à l'époque de la Révolution française ; il s'agit d'un des premiers romans français où l'action se déroule en pays basque,. Sa pièce de théâtre Karmela, drame historique basé sur la bataille de Roncevaux, publiée en basque à Paris en 1913, a été rééditée en 1992. 
Sa pièce de théâtre Perkain, drame sous la Terreur et dans le Pays basque, écrite en 1903, consacrée à un pelotari basque en partie légendaire, est adaptée en 1931 par Pierre-Barthélemy Gheusi et mise en musique par Jean Poueigh ; ce drame lyrique est créé au Grand Théâtre de Bordeaux le 17 janvier 1931, sous la direction d'Henri Antonin Morin et dans les décors et costumes de Ramiro Arrue ; il est repris à l'Opéra de Paris en janvier 1934.
Sous le pseudonyme Haritz-Eder, il a publié en 1888 Donibane-Lohizun, ou Ce que dit la fontaine d'Ithurbure.
Il est inhumé au cimetière de Garches près de Paris.

## Œuvres
- Donibane-Lohizun, ou Ce que dit la fontaine d'Ithurbure, sous le pseudonyme Haritz-Eder, Paris, Alphonse Lemerre, 1888, 101 p.
- Le Veau d'or, Paris, E. Baltenweck, 1889, 233 p.
- Aïnhoa, roman de mœurs basques, Paris, Librairie de la France illustrée, 1893, 423 p. Lire en ligne sur Gallica.
- Perkain, drame sous la Terreur et dans le Pays basque, Paris, Plon-Nourrit, 1903, 143 p.[12]
- La Baronne de Tinancourt, comédie sociale en 5 actes, en vers, Paris, Plon-Nourrit, 1903, 167 p.
- Les convulsions sociales. Catholicisme et socialisme, Paris, Librairie mutuelle, 1905, 370 p.[13] Lire en ligne sur Gallica.
- Lamennais et Gerbet ; édition contenant des lettres inédites de Lamennais et Lacordaire, Paris, Société d'édition française et étrangère, 1909, 351 p. Lire en ligne sur Gallica.
- «  La Mennais et les femmes », dans La Nouvelle Revue, 15 novembre 1910, p. 154-170 Lire en ligne dans Gallica.
- « Le régionalisme et la liberté au pays basque », dans La Nouvelle Revue, 15 avril 1912, p. 543-560 Lire en ligne dans Gallica.
- Karmela, drame en 5 actes et en vers, Paris, Imprimerie de l'art, 1913, 108 p. ; réédition : Karmela, édition par Amaia Boneta et Gurutze Aldabaldetreku Iturbe, Saint-Sébastien, Euskal Editoreen Elkartea, 1992, 143 p.(collection :  Klasikoak ; 60)  (ISBN 84-7568-425-4).
- Les Chants de l'âme, poèmes philosophiques et religieux, Paris, Imprimerie de l'art, 1914, 118 p.
- Les poèmes de la guerre, Paris, librairie mutuelle de la Société des auteurs et éditeurs réunis, 1915, 42 p. Lire en ligne sur Gallica.
- Les étapes de Dieu vers nous ; élévations vers Lui, Paris, librairie mutuelle de la Société des auteurs et éditeurs réunis, 1922, 318 p. ; prix Juteau-Duvigneaux de l'Académie française en 1918[4].
- Lamennais. Drame de sa vie sacerdotale, Paris, Casa editorial franco-ibero-americana, 1924, 448 p.[14] ; réédition en 1929 ; prix Marcelin Guérin de l'Académie française en 1925[4].
- Les Évangiles. Traduction et commentaires de Lamennais, d'après les textes et manuscrits  ... et publiés pour la première fois avec l'approbation de la censure ecclésiastique, Paris, Payot, 1928, 412 p.
- Le Pays basque. Histoire. Langue. Civilisation, Paris, Payot, 1929, 240 p.[15]